# アムネマチン

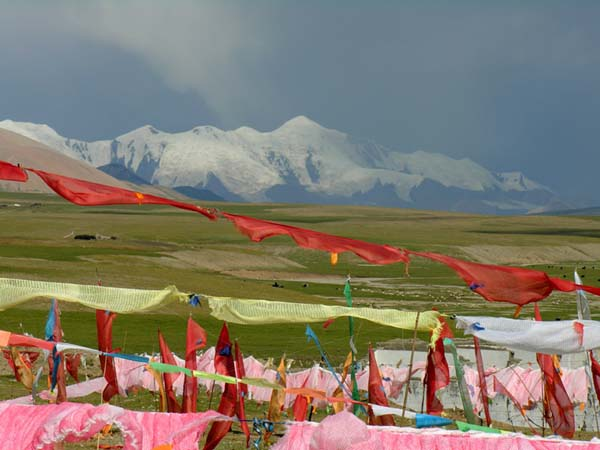
周辺はチベット民族の聖地である

アムネマチンは中華人民共和国青海省ゴロク・チベット族自治州（チベットアムド地方南部）にある山々で、崑崙山脈の東部に属しており、最高峰の海抜は6,282メートルである。チベット語でアムネは老人、マチンは活仏の従者を意味する。また、現地のチベット族は「神の山」の意だとしている。「アムネマチン」は現地方言による発音であり、ラサ方言では「アニエマチン」（アニエマチェン）となる。別名は積石山（しせきさん、せきしゃくさん、せきせきさん）。
氷河面積は約150平方キロ。最高峰は単にアムネマチンとも、またマチェンガンリ（瑪卿崗日）、瑪積雪山ともいう。標高6282ｍ。
チベット民族の四大聖地のひとつで、黄河の源流近くにある。黄河の流れはこの山々のために大きく湾曲する。山に観音菩薩がいるとして、チベット族の信仰を集め、人々が巡礼のように周囲を回って祈りをささげる。干支が午の年にあらゆる神々が山に集まるとされる。
現地住民との関係もあり長く登山が困難な山であったが、1981年5月22日に日本の渡辺義一郎（副隊長）ら上越山岳協会アムネマチン友好登山隊が初登頂した。

## 歴史
アムネマチンの古い呼び名としては、『漢書』西域伝、『水経注』などに、黄河の水源とされる「積石山」という地名が見える。『新唐書』吐蕃伝には「紫山」、『元史』地理志河源附録には「大雪山」とある。
アムネマチンは1920年代から謎の高峰として登山家の注目を集め、一時はエベレスト（8,848メートル）よりも高い山がある可能性が論じられた。
1922年にアムネマチンを視認したイギリスの探検家ジョージ・ペレイラは、少なくとも7,600メートル以上で、エベレストより高い可能性がある、と主張した。アメリカの探検家ジョセフ・フランシス・チャールズ・ロックは、『ナショナルジオグラフィック』1930年2月号において、少なくとも28,000フィート（約8,500メートル）の高さがある、と主張した。
1944年3月、米軍機がインドから中国へ向かう途中、高度30,000フィート（約9,100メートル）で飛行中にもかかわらず、機体より少なくとも2,000フィート（約600メートル）も高い山を目撃した、と報告し、これがアムネマチンではないかと疑われた。このニュースは当時、多くの新聞に掲載されたが、ジャーナリストのジョン・クラカワーは、山頂を目撃したというDC-3は、そもそもこの高度（クラカワーは9,300メートルとしている）で飛行することは不可能であり、この話は、第20空軍の将校たちが従軍記者をからかう目的で捏造した作り話だとしている。
1948年4月、アメリカのボールペン製造業者ミルトン・レナルズとパイロットのビル・オドムがC-87で探検を試み、高度9,450メートルでアムネマチンを目撃した、と主張した。
1949年、アメリカ人のレナード・クラークが、回族軍閥の馬歩芳（青海省政府主席）の支援のもとに、アムネマチンの探検を試みた。このときクラークは、三角測量に基づき、標高を9,041メートルと報告している。
1960年6月、北京地質学院登山隊（白進孝隊長）が、6月2日にアムネマチンの初登頂に成功したと発表した。当初、標高は7,160メートルと報告されていたが、1980年、6,282メートルに訂正されていたことが明らかとなった。標高が大幅に低くなった理由について、中国登山協会の史占春副主席は、米軍機や北京地質学院隊の使用した高度計は気圧の変化のために狂っていたと説明し、6,282メートルは航空測量の結果だとしている。また、1980年の青海登山協会による再調査で、北京地質学院隊が登ったのは主峰ではなくII峰（6,268メートル）であったことも判明し、1980年9月に来日した中国登山協会代表団は、公式に未踏峰であることを認めた。
1979年10月、中国登山協会は、アムネマチンを含む8つの山について、翌1980年より外国の登山隊に開放すると発表した。これを受けて日本の上越山岳協会（新潟県上越市の登山家グループ）がアムネマチン主峰への登山を申請し、1980年2月に許可された。
1981年5月22日、上越山岳協会アムネマチン友好登山隊（多田勇三隊長）の渡辺義一郎（副隊長）・山本義雄・三宅克巳の3人が初登頂に成功した。

## 参照項目
- 大雪山脈
- 世界最高峰と考えられていた山